# Camisia solhoeyi
Camisia solhoeyi är en kvalsterart som beskrevs av Matthew J. Colloff 1993. Camisia solhoeyi ingår i släktet Camisia och familjen Camisiidae. Inga underarter finns listade.